# Savigniorrhipis
Savigniorrhipis acoreensis es una especie de araña araneomorfa de la familia Linyphiidae. Es el único miembro del género monotípico Savigniorrhipis.

## Distribución
Se encuentra en las Azores en Portugal.